# Крювель, Софи Иоганна Шарлотта
Софи Иоганна Шарлотта Крювель (нем. Sophie Johanne Charlotte Crüwell; 12 марта 1826[…], Билефельд, Северный Рейн-Вестфалия — 6 ноября 1907, Монте-Карло, Монте-Карло) — немецкая оперная певица; была любимой певицей императора Наполеона III.

## Биография
Софи Крювель родилась 12 марта 1826 в городе Билефельде в купеческой семье. училась вокалу сперва у Франческо Пьермарини, а затем у некогда известного тенора Марко Бордоньи; после этого поехала в Милан учиться у Франческо Ламперти.

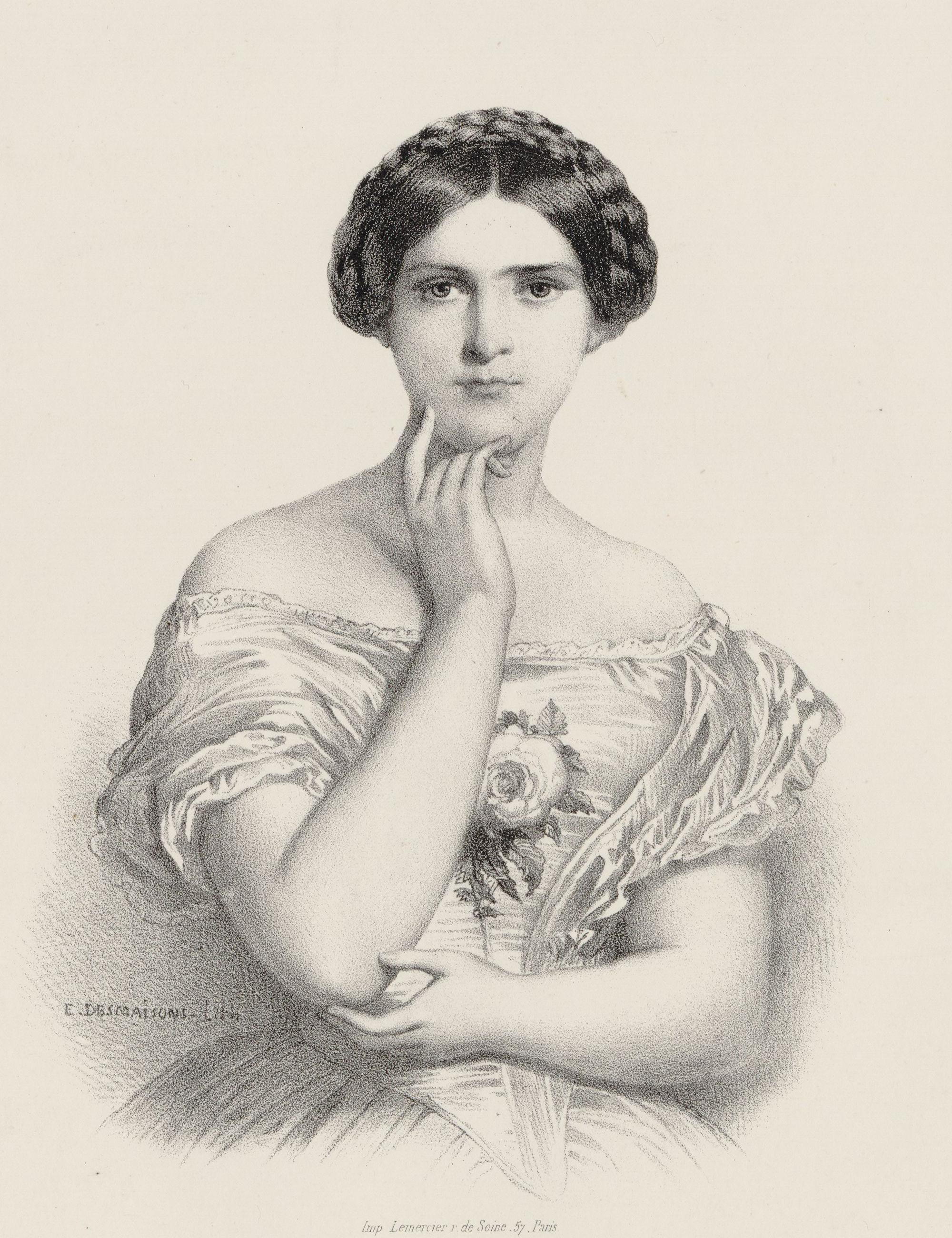
Софи Крювель (1852)

Дебютировала на театральной сцене в 1847 году в Венеции, где её сопрано ожидал необычайный триумф.
В 1848 она выступила в Лондоне в роли графини в «Фигаро», однако не могла достаточно выдвинуться вперед перед публикой рядом с такой Сусанной как Женни Линд.
Страстная натура и не вполне достаточное музыкальное образование влекли её больше к новейшей итальянской опере. В 1851 году она отправилась в Париж, поступила в итальянскую оперу и дебютируя в «Эрнани» Верди, пробила себе дорогу к славе окончательно.
Установившаяся с тех пор за ней репутация помогла Крювель добиться желаемого успеха также и в Лондоне; она пела там несколько лет и в 1854 году получила ангажемент в Парижскую большую оперу с содержанием в 100 тысяч франков ежегодно.

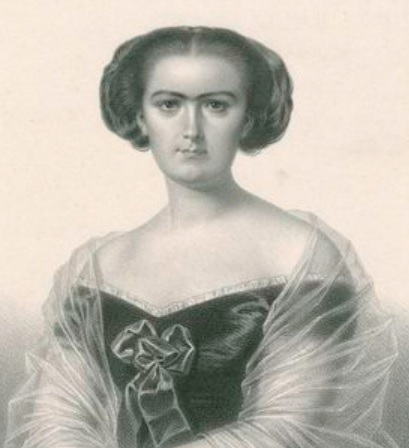
Софи Крювель

Энтузиазм публики к её исполнению роли Валентины в «Гугенотах», согласно «МСР», дословно «не знал границ». Скоро однако, он несколько охладел, и недостатки её исполнения стали обращать на себя внимание; интерес публики вернулся к Крювель вновь при постановке «Сицилийской вечерни» композитора Джузеппе Верди.
В 1856 году Софи Крювель вышла замуж за графа Ашиля Жоржа Вижье (1825—1882), после чего сошла со сцены и жила с тех пор, попеременно то в Париже, то в родном городе.
Софи Иоганна Шарлотта Крювель, графиня Вижье скончалась 6 ноября 1907 года в Монте-Карло и была похоронена на кладбище Пер-Лашез.
Её талант был отмечен Золотой розой Папы римского.
Её старшая сестра Фридерика Мария (1824—1868) тоже обладала прекрасным голосом, но недостаток вокального образования она, в отличие от сестры, не смогла восполнить и поэтому её оперная карьера, начавшаяся очень удачно, быстро сошла на нет.